# Gare de Château-Arnoux-Saint-Auban
Gare de Château-Arnoux-Saint-Auban vasútállomás Franciaországban, Château-Arnoux-Saint-Auban településen.

## Vasútvonalak
Az állomást az alábbi vasútvonalak érintik:
- Lyon-Perrache-Grenoble-Marseille-vasútvonal

## Kapcsolódó állomások
A vasútállomáshoz az alábbi állomások vannak a legközelebb:
- Gare de La Brillanne - Oraison
- Gare de Sisteron